# نهر کریم
نهرکریم، روستایی از توابع بخش اروندکنار شهرستان آبادان در استان خوزستان ایران است.

## جمعیت
این روستا در دهستان نصار قرار دارد و براساسسرشماری عمومی نفوس و مسکن (۱۳۹۵)، جمعیت آن ۷۲ نفر (۲۲ خانوار) بوده‌است.